# Pohjoissalmi (vid Runsala, Åbo)
Pohjoissalmi är ett sund i Finland. Det ligger i landskapet Egentliga Finland, i den sydvästra delen av landet, 150 km väster om huvudstaden Helsingfors.
Pohjoissalmi ligger mellan Pansio på fastlandet i norr och ön Runsala i söder. Den ansluter till Viheriäistenaukko i väster och Slottsfjärden i öster.